# Boulevard Gardens Apartments
Pour la localité en Floride, voir Boulevard Gardens.
Boulevard Gardens Apartments (ou Boulevard Gardens) est un ensemble immobilier situé dans le quartier de Woodside dans la partie ouest de l'arrondissement du Queens à New York.

## Historique

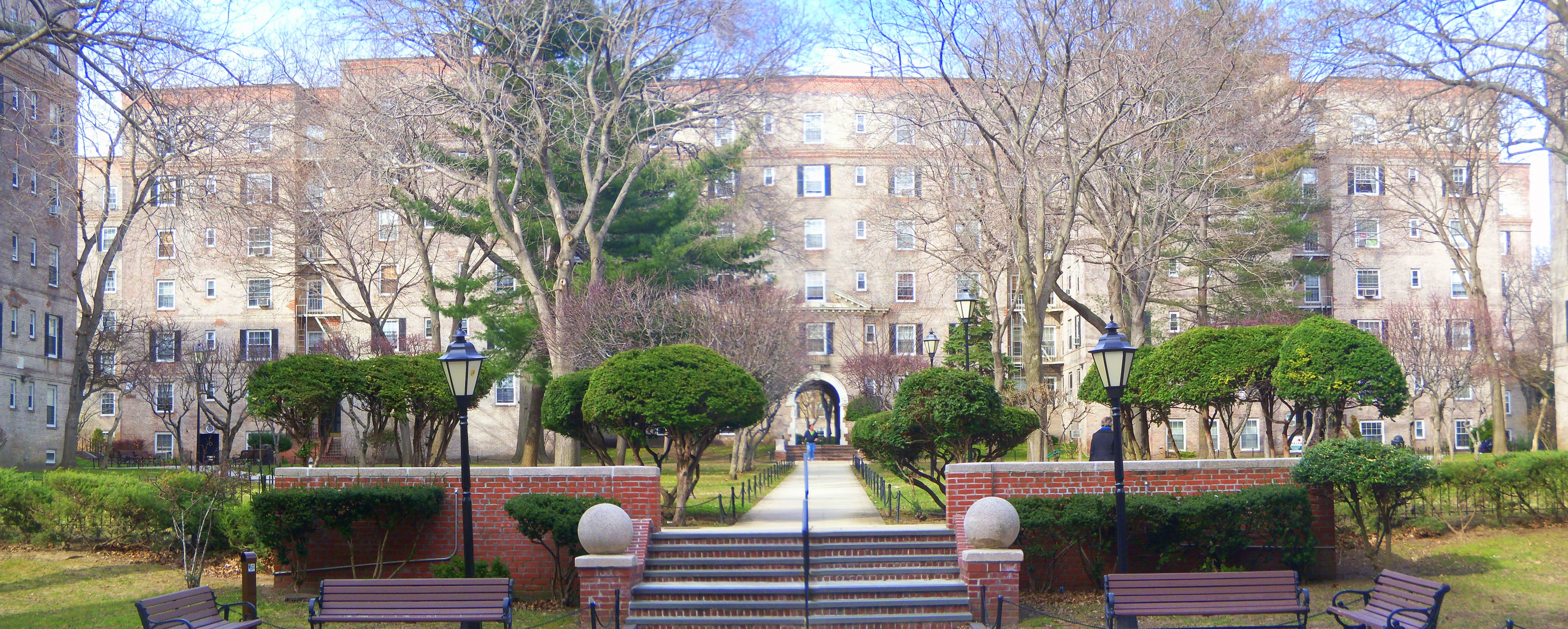
Boulevard Gardens, Woodside, New York

L'ensemble immobilier a été conçu par l'architecte Théodore H. Englehardt pour la Cord Meyer Development Corporation. Le projet comptait à l'origine 10 ensembles qui abritaient 96 familles chacune soit 960 familles au total. La construction a commencé en 1933 et les logements ont été habités dès juin 1935, à l'époque de la Grande Dépression.